# Dianthus hellwigii
Dianthus hellwigii là loài thực vật có hoa thuộc họ Cẩm chướng. Loài này được Borbás ex Asch. mô tả khoa học đầu tiên năm 1876.